# 女低音

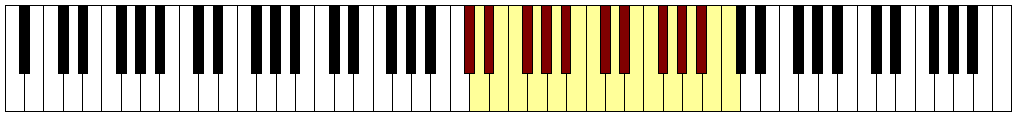
女高音

女低音

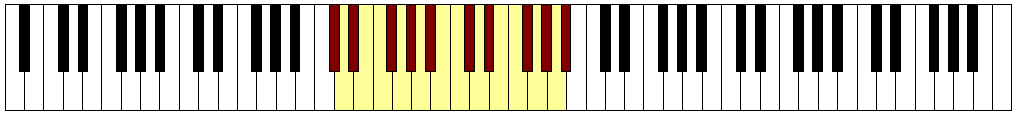
男高音

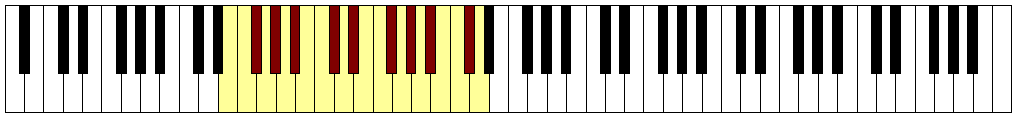
男低音

在歌唱方面，女低音（Contralto；也稱Alto）是女聲中最低的聲部，音域通常是從中央C下的F音往上爬升二個八度（F3〜F5）音色相比女高音較寬厚深沉。而Alto在一些乐器名称中也带有“女低音的音域”之含意。
柴可夫斯基的歌剧《叶甫根尼·奥涅金》第一幕第一场的《奥尔伽的咏叹调》就是由女低音独唱。另外，一些音色比較磁性暗啞，而聲音又渾厚的女中音歌手，有時也會被歸類爲女低音。

## 著名女低音歌唱家
- 玛丽安·安德森／Marian Anderson（美国，1897年—1993年）
- 凯瑟林·菲瑞儿／Kathleen Ferrier（英国，1912年—1953年）
- 莉薩·傑勒德  ／Lisa Gerrard
- 朱莉娅·卡尔普／Julia Culp
- 娜塔莉·史杜兹曼／Nathalie Stutzmann（法国）
- 汉娜·施瓦茨／Hannah Schwartz
- 杨建生／Jiansheng Yang（德籍华人）;
- 黑木香保里／Kuroki Kaori（日本）
- 姚立含／（臺灣）

## 著名女低音流行歌手
- 戚𡤕／Ceca （塞爾維亞）
- 阿烈山㼀娜·納朵棫嬨／Aleksandra Radović （塞爾維亞）
- 艾蓮娜·帕帕茢索／Elena Paparizou （希臘）
- 唐妮·布蕾斯頓／Toni Braxton （美國）
- 安娜塔西亞／Anastacia （美國）
- 白光（中國大陸）
- 潘秀瓊（新加坡、香港）
- 徐小鳳（香港）
- 蔡琴 （台灣）
- 梅艷芳（香港）
- 呂珊（香港）
- 中森明菜（日本）

## 含alto的乐器名
- 中音长笛（alto flute）
- 中音单簧管（alto clarinet）
- 中音萨克斯管（alto saxophone）
- 中音长号（alto trombone）
- 中音号（alto horn）
- 中提琴（viola）的法语名
- 中音牧童笛 （Alto Recorder）

## 其他聲部
- 女高音（Soprano）
- 女中音（Mezzo-soprano，又作次女高音）
- 男高音（Tenor）
- 男中音（Baritone）
- 男低音（Bass）

## 外部連結
1. ↑  .   [2018-04-21]. （原始内容存档于2021-03-08）.